# Arnoldo I di Scheyern
Arnoldo I di Scheyern poi di Dachau, chiamato talvolta anche Arnolfo, (... – prima del 26 marzo del 1123) fu conte di Scheyern e, de jure uxoris, conte di Dachau.

## Biografia
Arnoldo I di Scheyern era il figlio più minore di Ottone I di Scheyern e Haziga di Dißen e fratello di Bernardo I di Scheyern, Ottone II di Scheyern e Eccardo I di Scheyern. Sembra che abbia preso il nome dal fratello della madre e che abbia fondato il ramo collaterale dei conti di Scheyern-Dachau(-Valley). Intorno al 1078 divenne, insieme ai suoi fratelli, conte di Scheyern. Dal 1104 possedeva la contea di Dachau per jure uxoris e da allora in poi si fece chiamare conte di Dachau. La sede era il castello di Dachau, costruito intorno al 1100.
Nel 1123, la vedova acconsentì al trasferimento del monastero di Eisenhofen, fondato dal fratello di Arnoldo I, Ottone II di Scheyern. Quando il castello ancestrale di Scheyern fu trasformato in un monastero, che ricevette un documento di conferma nel 1123; la moglie di Arnoldo, Beatrice, presente nella suddetta decisione con i suoi due figli Corrado I e Ottone I, risulta in quel momento vedova.

## Famiglia e figli
Arnoldo I di Scheyern sposò Beatrice di Reipersberg (1060 circa-1124), figlia del conte Cuno di Reipersberg ed erede della contea di Dachau. Il matrimonio generò diversi figli, tra cui:
- Corrado I di Dachau;
- Arnoldo II di Dachau;
- Federico I di Dachau († prima del 25 aprile 1124);
- Ottone I di Dachau-Valley;
- Beatrice di Dachau († intorno al 1128), che sposò Bertoldo I di Burgeck.